# Oliparisca muluensis
Oliparisca muluensis är en insektsart som först beskrevs av Frederick Arthur Godfrey Muir och Van Stalle 1991.  Oliparisca muluensis ingår i släktet Oliparisca och familjen kilstritar. Inga underarter finns listade i Catalogue of Life.